# Kameanohirka, Orativ
Kameanohirka (în ucraineană Кам`яногірка) este un sat în comuna Skomoroșkî din raionul Orativ, regiunea Vinnița, Ucraina.

## Demografie
Componența lingvistică a localității Kameanohirka
     Ucraineană (98,97%)
     Rusă (1,03%)
Conform recensământului din 2001, majoritatea populației localității Kameanohirka era vorbitoare de ucraineană (98,97%), existând în minoritate și vorbitori de rusă (1,03%).